# De Wollegaast
De Wollegaast was een waterschap in de toenmalige gemeenten Doniawerstal, Gaasterland, Lemsterland, Sloten en Wymbritseradeel in Friesland, Nederland. Het was een zelfstandig bestuursorgaan van 1916 tot 1978.
Het waterschap had tot taak het regelen van de waterstand en het onderhouden van vaarwegen en bijbehorende werken. Het betrokken gebied breidde uit van 1650 ha bij oprichting, tot 1833 ha toen in 1964 het waterschap De Gouden Bodem in 1963 werd toegevoegd. In zijn laatste periode werd het waterschap ook verantwoordelijk voor het aanleggen van een weg naar Smallebrugge vanaf de rijksweg Sneek-Lemmer. In 1978 ging het waterschap op in Tusken Mar en Klif. Tegenwoordig valt het gebied onder beheer van Wetterskip Fryslân.